# Edgars Piksons
Edgars Piksons (* 17. Juli 1983 in Cēsis) ist ein ehemaliger lettischer Biathlet.
Edgars Piksons arbeitet als Grenzschützer und lebt in Cesis. Der verheiratete Athlet startete für den Polizei Sport Club und wurde von Ilgonus Pogulis trainiert. 1996 begann er mit dem Biathlon und gehörte seit 2003 dem lettischen Nationalkader an. 2000 trat er in Zakopane zum ersten Mal bei einer Junioren-Europameisterschaft an. Seine Ergebnisse waren, wie auch im Jahr darauf in Haute-Maurienne, nicht nennenswert. 2002 gewann er in Kontiolahti mit der Staffel Bronze und wurde Vierter im Einzel. 2003 wurde er in Forni Avoltri Staffel-Sechster. Die letzte Junioren-EM bestritt er ohne größere Erfolge in Minsk. 2000 wurde Piksons auch erstmals bei einer Junioren-Weltmeisterschaft eingesetzt. In Hochfilzen erreichte er keine herausragenden Platzierungen. Besser lief es im Jahr darauf in Chanty-Mansijsk, wo er Fünfter mit der Staffel wurde. 2002 in Ridnaun war ein 17. Platz im Einzel bestes Ergebnis. 2003 in Kościelisko im Sprint und bei seiner letzten Junioren-WM in Haute-Maurienne im Einzel belegte er als jeweils Sechster seine besten Platzierungen.
2001 debütierte Piksons in Ruhpolding im Biathlon-Weltcup. In seinem ersten Rennen wurde er 90. im Sprint. Bei der Europameisterschaft 2006 in Langdorf konnte Piksons seinen bislang größten Erfolg feiern, indem er hinter Sjarhej Nowikau die Silbermedaille in der Verfolgung gewann, nachdem er im Sprint nur 14. war. Weniger erfolgreich verlief die EM 2007 in Bansko. Bestes Ergebnis bei den Biathlon-Weltmeisterschaften 2007 war der 12. Platz mit der Staffel Lettlands. Beim Weltcup 2010 in Oberhof erreichte er sein bestes Staffelergebnis als Siebtplatzierter. Edgars Piksons nahm an den Olympischen Winterspielen 2010 teil. Sein bestes Resultat war der 37. Platz im Einzel. Das ist gleichzeitig sein bestes Ergebnis in einem Weltcup-Rennen und die erste Platzierung in den Punkterängen. Mit der Staffel belegte er Rang 19. Zum ersten Mal in die Top Ten lief Piksons bei den Biathlon-Weltmeisterschaften 2011 im Sprint. Dort belegte er den 8. Platz.
2014 wurde Piksons positiv auf 19-Norandrosteron getestet und vom Weltverband suspendiert. Er verzichtete auf die Öffnung der B-Probe und beendete seine Karriere.

## Biathlon-Weltcup-Platzierungen
Die Tabelle zeigt alle Platzierungen (je nach Austragungsjahr einschließlich Olympische Spiele und Weltmeisterschaften).
- 1.–3. Platz: Anzahl der Podiumsplatzierungen
- Top 10: Anzahl der Platzierungen unter den ersten zehn (einschließlich Podium)
- Punkteränge: Anzahl der Platzierungen innerhalb der Punkteränge (einschließlich Podium und Top 10)
- Starts: Anzahl gelaufener Rennen in der jeweiligen Disziplin
- Staffel: inklusive Mixed- und Single-Mixed-Staffeln

| Platzierung         | Einzel | Sprint | Verfolgung | Massenstart | Staffel | Gesamt |
| ------------------- | ------ | ------ | ---------- | ----------- | ------- | ------ |
| 1. Platz            |        |        |            |             |         |        |
| 2. Platz            |        |        |            |             |         |        |
| 3. Platz            |        |        |            |             |         |        |
| Top 10              |        | 1      |            |             | 2       | 3      |
| Punkteränge         | 1      | 2      |            |             | 27      | 30     |
| Starts              | 11     | 28     | 4          |             | 27      | 70     |
| Stand: 5. März 2011 |        |        |            |             |         |        |